# Wei He
Wei He (chiń. 渭河; pinyin Wèi Hé) – rzeka we wschodnich Chinach, w prowincjach Gansu i Shaanxi, prawy dopływ Huang He. Jej długość wynosi 818 km. Wypływa ze zboczy Niaoshu Shan i płynie w kierunku wschodnim przez równoleżnikową kotlinę pomiędzy górami Qin Ling i Wyżyną Lessową, przecinając m.in. Tianshui, Baoji i Xi’an. Dolina Wei He była kolebką cywilizacji starożytnych Chin.
W III w.p.n.e. wzdłuż rzeki Wei zbudowano irygacyjny kanał Zhengguo, jedno z trzech wielkich dzieł hydrotechnicznych Chin przedimperialnych.